# Баландин, Василий Максимович
|связи = 
|в отставке = заведующий Шацким райфинотделом
}}
Васи́лий Макси́мович Бала́ндин (24 февраля 1920 — 10 ноября 1988) — участник Великой Отечественной войны, командир батареи 30-го гвардейского артиллерийского полка (11-я гвардейская стрелковая дивизия, 16-й гвардейский стрелковый корпус, 11-й гвардейской армии, 3-го Белорусского фронта), гвардии старший лейтенант.
Герой Советского Союза (24.03.1945), майор запаса с августа 1946 года.

## Биография
Родился 24 февраля 1920 года в селе Лесное Конобеево Шацкого уезда Тамбовской губернии в семье крестьянина. Русский. В 1939 году окончил Конобеевскую среднюю школу, затем месячные курсы при Рязанском педагогическом институте по подготовке учителей для неполной средней школы. Работал учителем Новософьинской семилетней школы.
В 1939 году был призван в Красную армию Шацким райвоенкоматом. Окончил полковую школу, служил командиром отделения разведчиков. Участвовал в походе в Северную Буковину и Бессарабию. В июне 1941 года был направлен во 2-е Киевское артиллерийское училище, но тогда офицером не стал.
В боях Великой Отечественной войны с ноября 1941 года, в 1942 году окончил курсы младших лейтенантов. Воевал на Северо-Западном, Калининском, 3-м Белорусском фронтах. Член ВКП(б) с 1942 года. К лету 1944 года гвардии старший лейтенант Баландин — командир батареи 30-го гвардейского артиллерийского полка 11-й гвардейской стрелковой дивизии. Особо отличился в боях при форсировании реки Неман.
14 июля 1944 года гвардии старший лейтенант Баландин со своей батареей, преследуя отступающего противника, вышел на восточный берег реки Неман, где его батарея сходу заняла боевой порядок для поддержки переправ подразделений стрелкового полка через реку. С первыми группами пехоты, рискуя жизнью, на подручных средствах Баландин с радиостанцией переправился на западный берег и корректировал огонь всего дивизиона, уничтожая огневые точки и живую силу противника. Благодаря умелой и точной корректировке, все контратаки противника были отбиты с большими для него потерями. Только в течение 14—15 июля 1944 года огнём дивизиона было отбито 8 ожесточенных контратак крупных сил пехоты противника, поддержанных самоходными пушками и танками, причем было уничтожено восемь пулемётных точек, подбито две самоходные пушки, один бронетранспортер, убито и ранено свыше восьмидесяти солдат и офицеров противника, тем самым обеспечено прочное закрепление стрелковых подразделений на западном берегу реки Неман.
Указом Президиума Верховного Совета СССР от 24 марта 1945 года за мужество, отвагу и героизм, проявленные в борьбе с немецкими захватчиками, гвардии старшему лейтенанту Баландину Василию Максимовичу присвоено звание Героя Советского Союза с вручением ордена Ленина и медали «Золотая Звезда» (№ 4211).
С августа 1946 года майор Баландин — в запасе. Вернулся на родину и работал в Конобеевском райисполкоме заведующим общим отделом, заведующим дорожным отделом, избирался заместителем, с 1952 года — председателем райисполкома. Окончил Московскую высшую партийную школу при ЦК КПСС. В 1958 году был избран председателем Тумского райисполкома.
С 1961 года, до выхода на пенсию в 1987 году, работал заведующим Шацким райфинотделом. Избирался депутатом областного, районного Советов народных депутатов. Проводил большую работу по военно-патриотическому воспитанию молодежи.
Жил в городе Шацк Рязанской области. Скончался 10 ноября 1988 года.

## Награды
- Медаль «Золотая Звезда» Героя Советского Союза (№ 4211)
- Орден Ленина
- Орден Красного Знамени
- Орден Александра Невского
- Орден Отечественной войны I степени
- Два ордена Красной Звезды
- Орден «Знак Почёта»
- Медали, в том числе:
  - Медаль «За победу над Германией в Великой Отечественной войне 1941—1945 гг.»
  - Юбилейная медаль «Двадцать лет Победы в Великой Отечественной войне 1941—1945 гг.»
  - Юбилейная медаль «Тридцать лет Победы в Великой Отечественной войне 1941—1945 гг.»
  - Юбилейная медаль «Сорок лет Победы в Великой Отечественной войне 1941—1945 гг.»

## Память
- Похоронен на кладбище села Лесное Конобеево Шацкого района Рязанской области.
- В 2003 году имя Героя было присвоено школе, в которой он учился.